# ルクランシェ電池

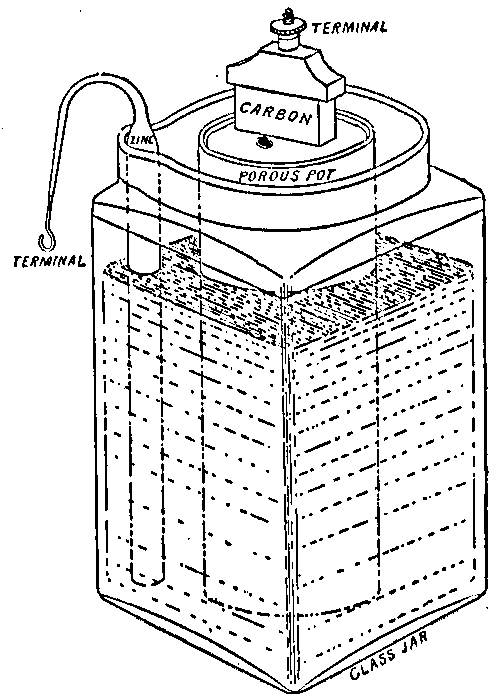
ルクランシェ電池のイラスト（1919年）

ルクランシェ電池 (ルクランシェでんち、Leclanché cell) とは、1866年にフランス人科学者のジョルジュ・ルクランシェにより発明・特許取得された電池である。この電池では電解質として塩化アンモニウム、カソード（正極）として炭素、減極剤として二酸化マンガン、アノード（負極）として亜鉛を用いる。後に、この電池と同じ化学反応を用いて乾電池が製造されるようになった。

## 歴史
1866年、ジョルジュ・ルクランシェは亜鉛のアノードと二酸化マンガンのカソードを多孔質材料で包んだものを塩化アンモニウム水溶液で満たしたびんに浸した構造の電池を発明した。 二酸化マンガンカソードには電気抵抗を下げるためと電解質のしみこみを良くするために少量の炭素も混ぜられた。起電力は 1.4 ボルトであった。電報・信号・電動ベルの用途に急速に普及した。
乾電池型のものが電話線自体からの電力供給が可能になる前の黎明期の電話に用いられた。電話の横の壁に設置された木箱に収められる形が一般的だった。ルクランシェ電池はあまり長い時間電流を維持することができなかったため、通話が長時間に及ぶと電池がなくなり、会話が聞き取れなくなることがあった。これはある化学反応の結果として電池の内部抵抗が上昇し、電圧が落ちてしまうためである。電池の不使用時にはその反応の逆反応が起こるため、断続的な使用ではこのような問題は起こらない。

## 構造

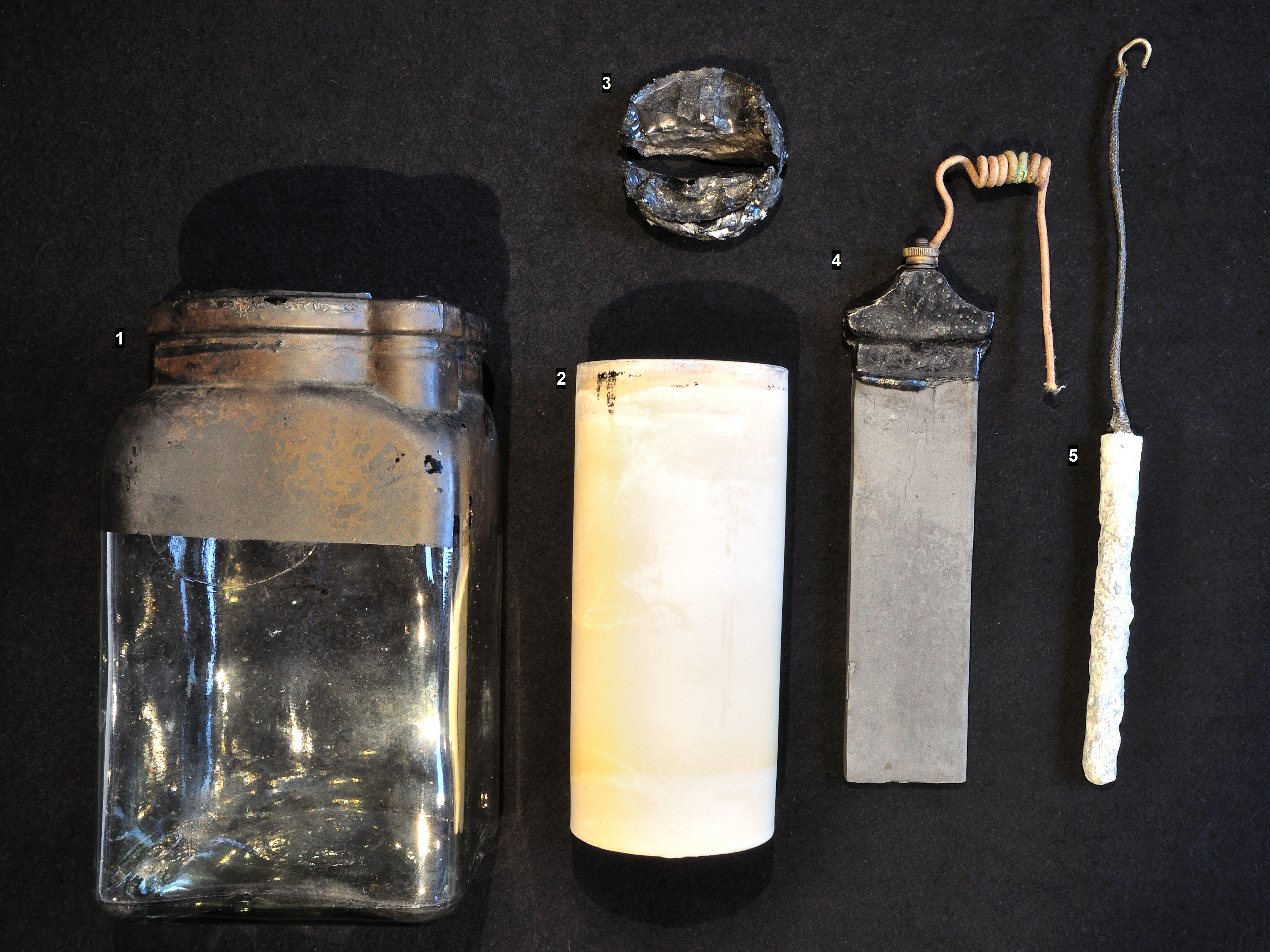
1. ガラス容器 2. 素焼き壺 3. 密閉するためのパテ 4. 炭素電極 5. 亜鉛電極

この電池の原型では素焼きの壺が用いられた。この構造では内部抵抗が高かったため、抵抗を下げるために塊型や袋型などの様々な改良型が製作された。
素焼き壺型
この電池のルクランシェによる原型では減極剤の粉末状二酸化マンガンを素焼き壺につめたものに、カソードとなる炭素棒が挿入された。その壺とともにアノードとなる亜鉛棒が塩化アンモニウム水溶液に浸された。液状の水溶液は素焼き壺を越えて浸透し、電解質としてカソードとアノードを接続した。
塊型
1871年、ルクランシェは素焼き壺の代わりに一対の塊をゴムバンドで炭素板に固定したものを用いる電池を製作した。この塊は二酸化マンガンとつなぎのコーンスターチを混ぜたものを型に入れてプレスすることで作成された。
袋型
この型では素焼き壺の代わりにキャンバス地の袋で減極剤が包まれた。加えて、電極の表面積を上げるために亜鉛を棒状のものから円筒状のものに変更している。この型は上記の二つの型（素焼き壺型と塊状型）のどちらよりも低い内部抵抗を達成した。

## 化学
ルクランシェ電池の電流生成はまずアノード表面の亜鉛原子の酸化から始まる。具体的には、原子から二つの価電子が離脱し原子が陽イオンとなる。
{\displaystyle {\ce {Zn(s)->Zn^{2+}(aq)\ +2{\mathit {e}}^{-}}}}
亜鉛イオンがアノードから溶出すると、電子はアノード表面に取り残され、アノードはカソードに対して負に帯電することとなる。電池を外部の電気回路につなぐと、取り残された電子がアノードからカソードに移動し、電流を産む。
回路を抜けてカソード（炭素棒）に電子が入ると、二酸化マンガン (MnO2) と水 (H2O) と反応し、酸化マンガン(III) (Mn2O3) と負に帯電した水酸化物イオンを生じる。
{\displaystyle {\ce {MnO2(s)\ +H2O\ +{\mathit {e}}^{-}->MnOO^{-}(aq)\ +H^{+}\ +OH^{-}->MnO(OH)(s)\downarrow +OH^{-}}}}
{\displaystyle {\ce {2MnO2(s)\ +H2O\ +2{\mathit {e}}^{-}->Mn2O3(s)\ +2OH^{-}}}}
二酸化マンガンは活物質(酸化剤)として起電力の上昇に貢献しているが、この反応は電気陰性度とpHの関係上、水素イオンの還元による気体(水素)の発生を防いでいることから減極剤としても作用している。
{\displaystyle {\ce {2H^{+}(aq)\ +2{\mathit {e}}^{-}\rightleftarrows \ H2(g)\uparrow }}}
さらに二次反応として、電解質の塩化アンモニウムと水酸化物イオンが反応し、アンモニア分子と水分子を生じる(中和と弱塩基の遊離)。
{\displaystyle {\ce {NH4Cl(aq)\ + OH^- -> NH3(aq)\ + Cl^- + H2O}}}
以上をまとめると、以下のような反応が起こってる。
{\displaystyle {\ce {Zn(s)\ + 2 MnO2(s)\ + 2 NH4Cl(aq) -> ZnCl2(aq)\ + Mn2O3(s)\ + 2 NH3(aq)\ + H2O}}}
さらに反応が進むと、水酸化物イオンが酸化マンガン(III)とも反応して水酸化マンガン(II)を生じる。
{\displaystyle {\ce {MnO(OH)(s)\ +H2O\ +{\mathit {e}}^{-}->Mn(OH)2(s)\downarrow +OH^{-}}}}
{\displaystyle {\ce {Mn2O3(s)\ +3H2O\ +2{\mathit {e}}^{-}->2Mn(OH)2(s)\downarrow +2OH^{-}}}}
{\displaystyle {\ce {Zn(s)\ + 2 MnO2(s)\ + 2 NH4Cl(aq)\ + 2H2O(l) -> ZnCl2(aq)\ + 2Mn(OH)2(s)\ + 2 NH3(aq)}}}
半反応式:
カソード側: {\displaystyle {\ce {MnO2(s)\ +NH4^{+}(aq)\ +{\mathit {e}}^{-}->MnO(OH)(s)\ +NH3(aq)}}}
アノード側: {\displaystyle {\ce {Zn(s)\ ->Zn^{2}+(aq)\ +2{\mathit {e}}^{-}}}}

2MgO+2NH₄Cl+Zn→Mn₂O₃+Zn(NH₃)₂Cl₂+H₂O

## 応用
ルクランシェ電池による起電力は 1.4 ボルトで、素焼き壺型では抵抗は数オームである。メンテナンスの必要が少ないという利点から、電報・信号・ 電動ベルなどの断続的な電流を要する機器に広く応用された。
ルクランシェ電池（または湿電池）はマンガン電池（または乾電池）の前身である。電解質ペーストに塩化亜鉛を加えることで起電力を 1.5 ボルトまで引き上げることができる。後の発展型では塩化アンモニウムを完全に使わないことで急激な内部抵抗の上昇を抑え、より持続的な放電が可能となった。